# Hobo
(Franck Michel)

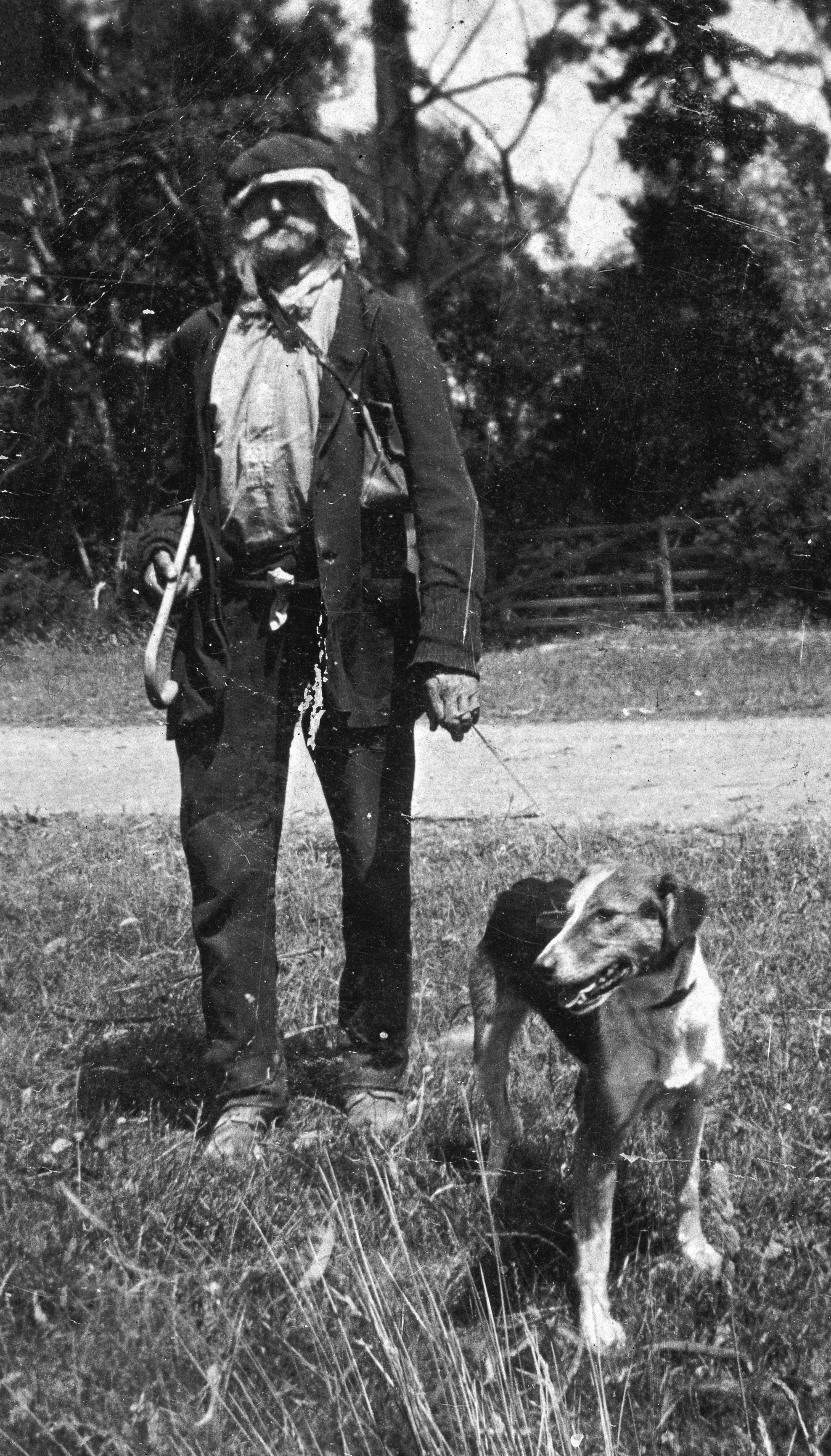
Un hobo col suo cane

Un hobo è un vagabondo che adotta in maniera tendenzialmente volontaria uno stile di vita senzatetto improntato alla semplicità, al viaggio, all'avventura, alla ricerca interiore, alla marginalità, svolgendo talvolta lavori occasionali.
La cultura hobo nasce negli Stati Uniti, alla fine del XIX secolo, coinvolgendo soprattutto disoccupati e orfani che viaggiano per gli Stati Uniti svolgendo lavori stagionali e imbarcandosi clandestinamente sui treni merci alla ricerca di avventura. La cultura hobo, soprattutto in una seconda fase, trova però molti praticanti anche tra i giovani irrequieti spinti non dalla necessità quanto da un'istanza libertaria, da un'insofferenza verso la cultura mainstream e da uno spirito ribelle e tardo romantico espresso, ad esempio, da scrittori hobo come Jack London e come il padre della Beat Generation Jack Kerouac che renderanno mitica questa cultura.

## Etimologia
L'origine del termine è sconosciuta. L'etimologo Anatoly Liberman sostiene che l'unico dato certo è che la parola nacque intorno al 1890 nella cultura anglo-americana. Lo scrittore Todd DePastino suggerisce che potrebbe derivare da "hoe-boy" ("bracciante") o dal saluto "Ho-boy". Il collega Bill Bryson ipotizza la sua derivazione dal saluto "Ho, beau" in uso presso i lavoratori delle ferrovie statali americane, oppure dalle iniziali di "homeward bound" ("diretto a casa"). Peraltro Ho potrebbe essere una contrazione di "homeless" e Bo di "boy", pertanto "homeless-boy".

## Storia della cultura hobo

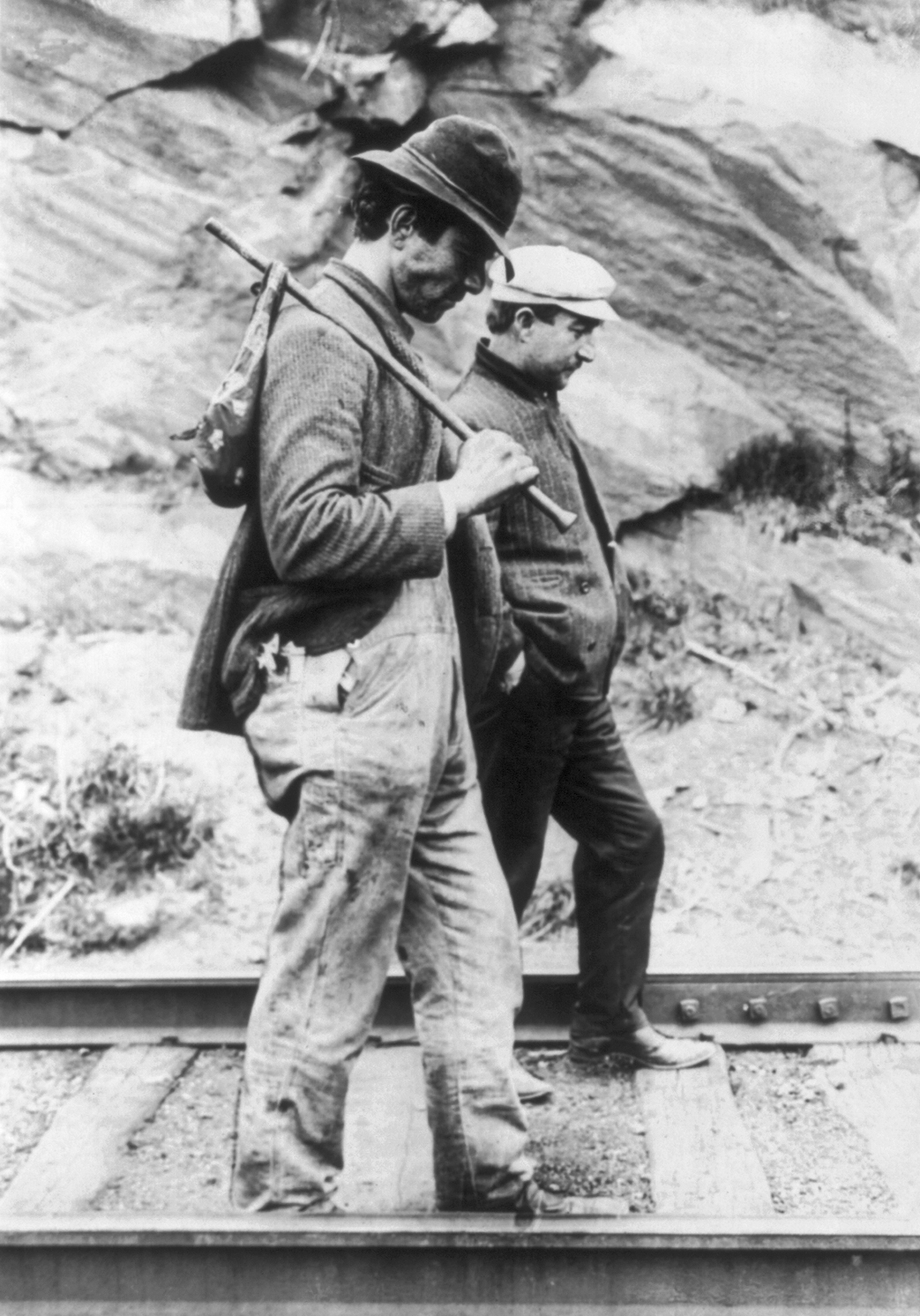
Due hobo mentre camminano sui binari dopo essere stati buttati giù da un treno. Foto del 1880-1930.

Il fenomeno del viaggio avventuroso e del "vagabondaggio" come esperienza e come scelta esistenziale volontaria ha le sue radici, almeno limitandosi all'età moderna, nel Grand Tour settecentesco e nella Wanderung romantica. In realtà la cultura hobo, che è un fenomeno americano, risente piuttosto dello spirito avventuroso dei primi coloni, degli avventurieri e dei cercatori d'oro.
Storicamente la controcultura hobo nasce verso la fine dell'Ottocento e si diffonde, in particolare negli Stati Uniti, prima tra gli sbandati prodotti dalla Guerra Civile Americana ed in un secondo tempo tra i disoccupati e gli orfani della Grande depressione. In questo contesto gli hobo, spesso fin da una giovane età, viaggiano soli o in piccoli gruppi imbarcandosi clandestinamente e al volo sui treni merci. In questo periodo le rotte più battute sono quelle che seguono i cantieri e le grandi ferrovie in costruzione attraversando gli Stati Uniti in direzione ovest, o che tagliano il paese da nord a sud seguendo la stagione dei raccolti.
Confusi tra le centinaia di migliaia di vagabondi e di disoccupati che viaggiano per l'America in questo periodo, gli hobo si distinguono perché intendono la loro condizione di nomadi e di lavoratori saltuari come una scelta volontaria derivante da un desiderio di libertà e di avventura. Lo scrittore Jack London, avventuriero e cercatore d'oro, è uno dei personaggi che in questo periodo, sia con la sua vita che con molti dei suoi racconti, porta alla ribalta la cultura hobo e l'immagine del duro poeta avventuriero che è tuttavia in parte una interpretazione successiva.
Il sociologo chicagoense Nels Anderson distingue l'hobo, lavoratore di passaggio o occasionale, sia dai lavoratori stagionali che dai vagabondi e dai barboni (tramp). Nella prassi, soprattutto fino a tutta la Grande depressione, il termine hobo viene tuttavia utilizzato in maniera ampia per designare ogni genere di "disadattato" anche stanziale: secondo una ricerca del 1906, ad esempio, gli hobo americani sarebbero 500.000 pari allo 0,6% della popolazione. Le "hobo jungles" ("giungle hobo"), veri e propri quartieri frequentati da hobo, entrano ad inizio Novecento a far parte del paesaggio urbano delle grandi metropoli americane e diventano un centro di incontro e di produzione culturale, ma anche di fermenti politici e delle prime ricerche sociali sulle controculture.

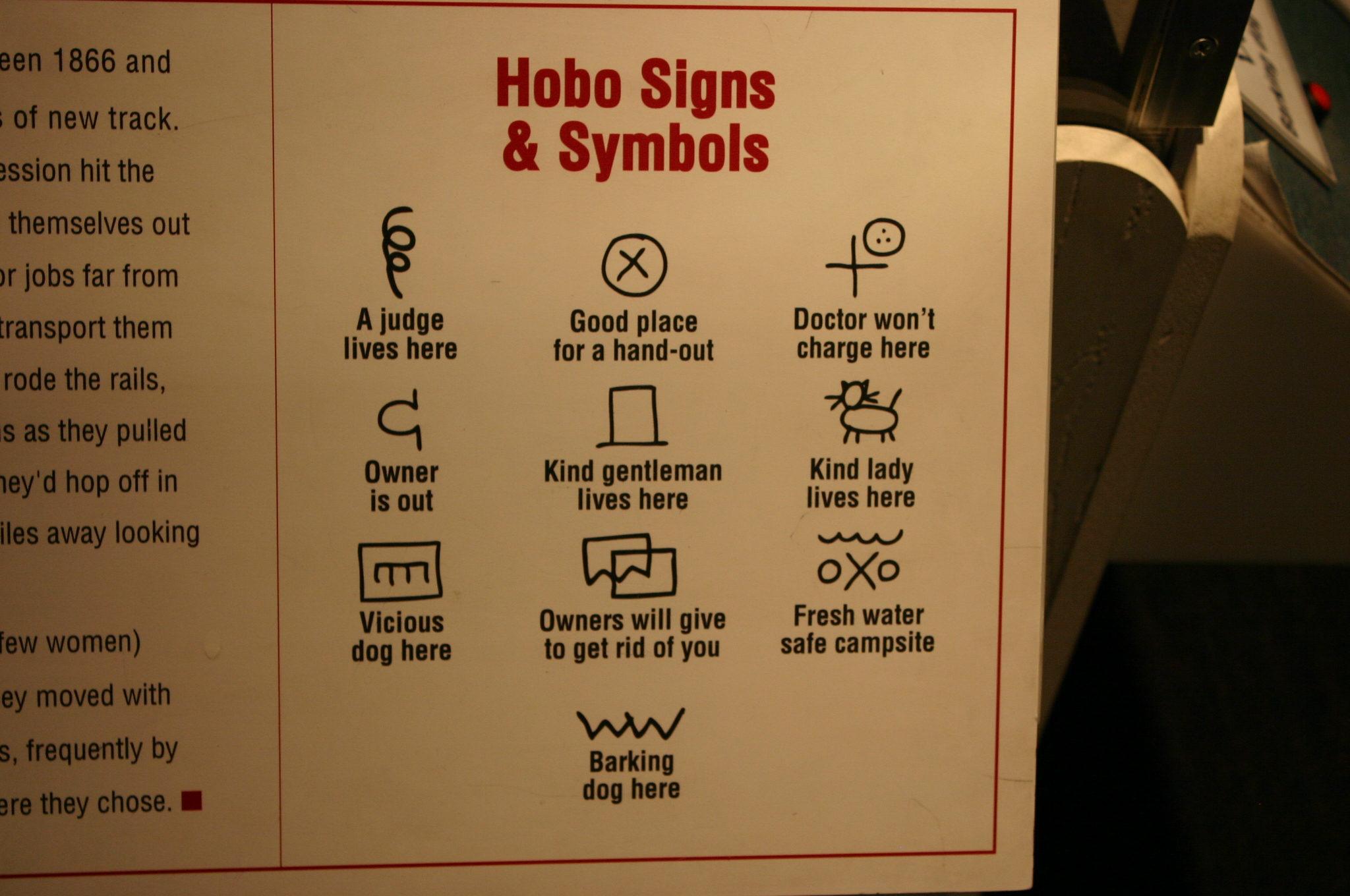
Alcuni simboli utilizzati dagli hobo per comunicare con altri loro compagni

In questo periodo la vita dell'hobo è una vita dura, e i vagabondi sono oggetto di indignazione e di diffidenza mediatica e popolare venendo genericamente additati come criminali. Il fenomeno del vagabondaggio, vissuto come un vero e proprio allarme sociale e come un sintomo di "disgregazione morale", è in questi anni oggetto anche di leggi dure che puniscono il reato di vagabondaggio in quanto tale e che lasciano un'ampia discrezionalità alle forze di polizia. In alcuni stati americani legislazioni di questo tipo rimarranno in vigore fino agli anni settanta, prima di essere dichiarate incostituzionali.
La cultura hobo, sedimentatasi nel tempo come un insieme caratteristico di valori ed anche di linguaggi particolari, emerge con gli scrittori ed i cantautori degli anni cinquanta e della Beat Generation come Jack Kerouac, autore di Sulla strada, e Neal Cassady. Ridimensionato il fenomeno del vagabondaggio endemico degli anni della crisi economica, la cultura hobo si stabilizza e diventa in qualche modo più consapevole acquisendo un taglio più romantico ed idealista ed accentuando gli aspetti dell'individualismo anarchico, del gusto per l'avventura e di un certo esistenzialismo poetico ed allo stesso tempo torbido.

### Etica hobo
Secondo i poeti e gli avventurieri che si sono riconosciuti ed hanno contribuito alla rivalutazione della cultura hobo, l'etica dell'hobo (che distingue l'hobo dai vagabondi, dai disoccupati e dai criminali) è un'etica di libertà che «non rifiuta il lavoro ma rifiuta lo schiavismo» e che allo stesso tempo condanna la violenza e il furto.
L'etica e la cultura hobo si formano a partire dalla seconda metà dell'Ottocento nelle giungle hobo, sobborghi periferici dove i vagabondi fanno spesso tappa o dove trovano rifugio nei periodi stanziali di lavoro. In questi luoghi, popolati da sbandati e da disoccupati, si viene a creare quella controcultura comunque fluida che sarà poi fissata e resa celebre dagli scrittori americani.

## Influenze della cultura hobo
Negli anni sessanta e settanta, pur continuando, il fenomeno hobo vede declinare la sua filosofia originaria nella cultura degli hippie statunitensi e poi europei e nei loro viaggi, spesso in autostop o con furgoni adattati, tra i grandi festival americani, in Europa o in India.
Attualmente tracce della cultura e soprattutto dello spirito hobo sono riscontrabili soprattutto nel Backpacking, nell'InterRail (benché esperienza generalmente di durata limitata, e parzialmente organizzata), nel couchsurfing, tra i motociclisti, nella cultura rave o tra i Punkabbestia, ed in minima parte tra gli odierni senzatetto.